# Dirk Bruneel
Dirk Bruneel (Diksmuide, 20 juni1950) is een Belgisch voormalig bankier en bestuurder.

## Carrière
Dirk Bruneel voltooide in 1972 zijn studie economie aan de Rijksuniversiteit Gent en volgde later dat jaar nog een opleiding financieel management.
Hij begon zijn carrière in 1972 bij de bank ASLK en stapte daar op bij de privatisering in 1993. Hij ging aan de slag in het directiecomité van de bank BACOB en groeide twee jaar later door tot bestuursvoorzitter. Door de overname van stukken van Paribas in 1997 werd de holding Artesia Banking Corporation (Artesia BC) opgericht. Hij was toen ook binnen DVV actief.
Door de fusie in 1998 met het Gemeentekrediet tot Dexia Bank België verloor Bruneel zijn voorzitterschap. Hij was van 1998 tot 2001 voorzitter van Artesia BC en van augustus tot december 2001 lid van het directiecomité van Dexia. Ook werd hij bestuurder en bleef wel lid van het uitvoerend comité van Dexia. Hij was hijj voor een korte periode voorzitter van de raad van bestuur van de Turkse DenizBank. In 2002 werd hij voorzitter van de raad van commissarissen van Dexia Nederland.
Hij zetelde ook in de raden van bestuur van hogeschool EHSAL, het Brussels Philharmonic en de nv Omroepgebouw Flagey.